# 최형선
최형선(본명: 최현경, 1981년 3월 18일 ~ )은 대한민국의 아역 배우이자 현재는 사업가이기도 하다.

## 출연 작품

### 텔레비전 드라마
- 1987년 KBS 1TV 《TV 문학관》
- 1987년 MBC 주말연속극 《사랑과 야망》
- 1988년 8월 3일 ~ 1988년 10월 6일 KBS 2TV 《그 해 겨울은 따뜻했네》
- 1989년 3월 17일 KBS 2TV 《KBS 드라마게임 - 겨울나무》 ... 진아 역
- 1989년 7월 16일 MBC 《한지붕 세가족》 ... 민지 역
- 1989년 11월 3일 KBS 2TV 《KBS 드라마게임 - 정희의 노래》 ... 정희 역
- 1990년 1월 6일 ~ 1990년 8월 26일 MBC 주말연속극 《배반의 장미》 ... 민지 역 이은수의 조카, 서지영, 이민수의 친딸
- 1991년 5월 4일 MBC 특집 어린이드라마 《천사에게 날개를》 ... 채송화 역
- 1991년 12월 13일 KBS 2TV 《KBS 드라마게임 - 따뜻한 손》 ... 민희 역

### 영화
- 1986년 《안개 기둥》 ... 아이들 역
- 1987년 《키위새의 겨울》 ... 영주 역
- 1987년 《비창》
- 1990년 《엄마 아빠는 천국에》 ... 선희 역
- 1990년 《엄마찾아 삼만리》 ... 민지 역
- 1991년 《민지와 왕라이트》
- 1991년 《병팔이의 일기》
- 1992년 《가출소년과 쌍코대작전》 ... 장미 역
- 1992년 《천국에서 온 편지》 ... 미경 역

### 음반
- 1990년 : 병팔이와 민지의 크리스마스 일기
- 1991년 : 민지랑 동요잔치
- 1992년 : 현진영과 민지의 크리스마스 캐럴

### 예능
- 1990년 MBC 《청춘행진곡 - 병팔이랑 민지랑》
- 1992년 7월 27일 SBS 서울방송 《스타와 만나요》

### TV 프로그램 출연
- 1991년 MBC 《91 폭소천하장사대회》
- 1991년 MBC 《코미디 세상만사》
- 1992년 5월 7일 EBS TV 《어린이 학습백과 - 세금》
- 1996년 MBC 《그사람 그후》

- 1991년 2월 16일 KBS 1TV 설날 특집 - 복 많이 받으세요 배우 故 김성원과 함께 진행

### TV광고
- 1990년 동양제과 오리온 초코파이 情 (FEAT. 이진우)
- 1991년 위니아전자 드라마광고《신대우 가족》편 (제13부작)
- (주) 논노 누꼬뱅

### 신문광고
- 1991년 동아출판 홈 스터디